# Herb Fitzgibbon
Herb Fitzgibbon est un ancien joueur de tennis américain, né le 14 juillet 1942 à Garden City New York.
Il a atteint les huitièmes de finale des Internationaux de France en 1968.

## Palmarès

### Titre en simple messieurs
| No | Date | Nom et lieu du tournoi                      | Catégorie | Surface | Finaliste    | Score         |  |
| -- | ---- | ------------------------------------------- | --------- | ------- | ------------ | ------------- |  |
| 1  | 1964 | Tournoi de tennis de Cincinnati, Cincinnati |           | NC      | Robert Brien | 6-1, 6-3, 6-1 |  |

### Finales en simple messieurs
| No | Date | Nom et lieu du tournoi                      | Catégorie | Surface | Vainqueur     | Score              |  |
| -- | ---- | ------------------------------------------- | --------- | ------- | ------------- | ------------------ |  |
| 1  | 1963 | Tournoi de tennis de Cincinnati, Cincinnati |           | NC      | Marty Riessen | 6-1, 6-3, 7-5      |  |
| 2  | 1965 | Tournoi de tennis de Cincinnati, Cincinnati |           | NC      | Billy Lenoir  | 1-6, 6-3, 6-3, 9-7 |  |

### Titre en double mixte
| No | Date       | Nom et lieu du tournoi            | Catégorie     | Surface      | Partenaire    | Finalistes                         | Score    |          |
| -- | ---------- | --------------------------------- | ------------- | ------------ | ------------- | ---------------------------------- | -------- | -------- |
| 1  | 14-10-1968 | Jeux olympiques d'été Guadalajara | J. olympiques | Terre (ext.) | Julie Heldman | Helga Masthoff · Jürgen Fassbender | 6-1, 6-3 | Parcours |

### Finale en double mixte
| No | Date       | Nom et lieu du tournoi    | Catégorie | Surface      | Vainqueurs                    | Partenaire | Score    |          |
| -- | ---------- | ------------------------- | --------- | ------------ | ----------------------------- | ---------- | -------- | -------- |
| 1  | 14-08-1968 | Coupe des Alpes Kitzbühel |           | Terre (ext.) | Annette Van Zyl Robert Wilson | Helen Amos | 6-3, 6-4 | Parcours |